# Đạo luật Hiến pháp Nhà nước Tự do Ireland, 1922
Đạo luật Hiến pháp Nhà nước Tự do Ireland 1922 (Phần 2) là một đạo luật của Quốc hội Vương quốc Liên hiệp Anh và Bắc Ireland, được thông qua vào năm 1922 để ban hành luật pháp Vương quốc Anh Hiến pháp Nhà nước Tự do Ireland, và chính thức phê chuẩn Hiệp ước Anh-Ireland.